# Thomas Christian Eichtinger
Thomas Christian Eichtinger (* 1982 in Bruck an der Mur) ist ein österreichischer Drehbuchautor und Filmproduzent.

## Leben
Thomas Christian Eichtinger wuchs in der Steirischen Waldheimat auf. Er studierte Theater-, Film- und Medienwissenschaft an der Universität Wien. Während seines Studiums drehte er Kurzfilme und arbeitete bei zahlreichen internationalen Filmprojekten im Produktionsdepartment, zunächst als Produktionskoordinator, später als Aufnahme-, Produktions- und Herstellungsleiter. Im Jahr 2012 gründete er sein eigenes Produktionsunternehmen, die Neue Vitaskop Film. Mit dem ORF Tatort "Unten" gab er sein Spielfilm-Drehbuchdebüt. Thomas Christian Eichtinger lebt und arbeitet als Filmproduzent und freier Drehbuchautor in Wien.

## Filmografie (Auswahl)

### Als Drehbuchautor
- 2024: Tatort: Dein Verlust (Fernsehreihe)
- 2020: Tatort: Unten (Fernsehreihe)

### Als Produzent
- 2021: Ein Clown | Ein Leben (Kinodokumentarfilm)